# Мигдония (Месопотамия)

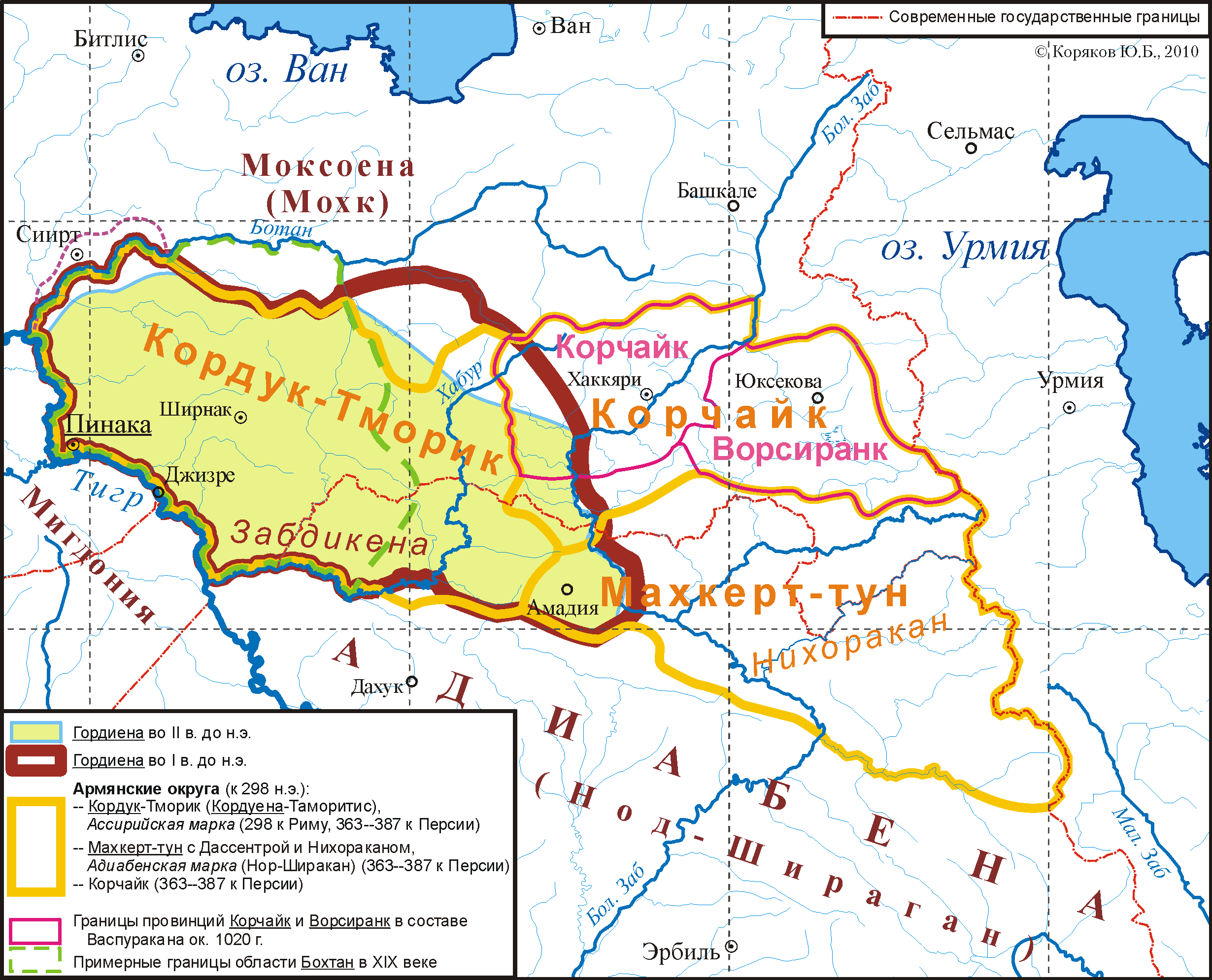
Мигдония за Тигром

Мигдония (греч. Μυγδονία) — древняя местность в восточной Месопотамии, за рекой Хабур, прозванная греками за чрезвычайное плодородие Анфемузией.
Здесь находились города Низибис, Дарас, Ценье, Сингара, Антиохия Мигдонская и др.
Название, по утверждению Страбона, возникло в эпоху македонского владычества.